# Észak-Korea a 2018. évi téli olimpiai játékokon
Észak-Korea a dél-koreai Phjongcshangban megrendezett 2018. évi téli olimpiai játékok egyik részt vevő nemzete volt. Az országot az olimpián 4 sportágban 10 sportoló képviselte, akik érmet nem szereztek.

## Alpesisí
Férfi
| Versenyző        | Versenyszám      | 1. futam | 1. futam | 2. futam      | 2. futam      | Összesítés | Összesítés |
| Versenyző        | Versenyszám      | Idő      | Hely.    | Idő           | Hely.         | Idő        | Helyezés   |
| ---------------- | ---------------- | -------- | -------- | ------------- | ------------- | ---------- | ---------- |
| Choe Myong-gwang | Óriás-műlesiklás | 1:38,67  | 85.      | 1:33,34       | 75.           | 3:12,01    | 75.        |
| Choe Myong-gwang | Műlesiklás       | 1:09,42  | 51.      | 1:13,39       | 43.           | 2:22,81    | 43.        |
| Kang Song-il     | Óriás-műlesiklás | 1:32,03  | 84.      | 1:29,99       | 74.           | 3:02,02    | 74.        |
| Kang Song-il     | Műlesiklás       | 1:11,43  | 52.      | nem ért célba | nem ért célba | kiesett    | kiesett    |

Női
| Versenyző      | Versenyszám      | 1. futam | 1. futam | 2. futam | 2. futam | Összesítés    | Összesítés    |
| Versenyző      | Versenyszám      | Idő      | Hely.    | Idő      | Hely.    | Idő           | Helyezés      |
| -------------- | ---------------- | -------- | -------- | -------- | -------- | ------------- | ------------- |
| Kim Ryon-hyang | Óriás-műlesiklás | 1:40,22  | 67.      | kizárták | kizárták | nem ért célba | nem ért célba |
| Kim Ryon-hyang | Műlesiklás       | 1:18,17  | 59.      | 1:19,81  | 54.      | 2:37,98       | 54.           |

## Jégkorong

### Női
2018 januárjában jelentették be, hogy Dél-Koreával együtt egy egyesített Korea csapatot indítanak a női jégkorongban. Minden mérkőzésen legalább három északi-koreai játékos vehetett részt.

## Műkorcsolya
| Versenyző              | Versenyszám | Rövid program | Rövid program | Kűr    | Kűr   | Összesítés | Összesítés |
| Versenyző              | Versenyszám | Pont          | Hely.         | Pont   | Hely. | Pont       | Helyezés   |
| ---------------------- | ----------- | ------------- | ------------- | ------ | ----- | ---------- | ---------- |
| Ryom Tae-ok Kim Ju-sik | Páros       | 69,4          | 11.           | 124,23 | 12.   | 193,63     | 13.        |

## Rövidpályás gyorskorcsolya
Férfi
| Versenyző      | Versenyszám | Előfutam | Előfutam | Negyeddöntő | Negyeddöntő | Elődöntő | Elődöntő | B döntő | B döntő | Döntő   | Döntő   | Helyezés |
| Versenyző      | Versenyszám | Idő      | Hely.    | Idő         | Hely.       | Idő      | Hely.    | Idő     | Hely.   | Idő     | Hely.   | Helyezés |
| -------------- | ----------- | -------- | -------- | ----------- | ----------- | -------- | -------- | ------- | ------- | ------- | ------- | -------- |
| Jong Kwang-bom | 500 m       | kizárták | kizárták | kiesett     | kiesett     | kiesett  | kiesett  | kiesett | kiesett | kiesett | kiesett | –        |
| Choe Un-song   | 1500 m      | 2:18,213 | 6.       |             |             | kiesett  | kiesett  | kiesett | kiesett | kiesett | kiesett | 31.      |

## Sífutás
Távolsági
Férfi
| Versenyző      | Versenyszám | Idő     | Helyezés |
| -------------- | ----------- | ------- | -------- |
| Han Chun-gyong | 15 km       | 42:29,2 | 97.      |
| Pak Il-chol    | 15 km       | 43:43,4 | 103.     |

Női
| Versenyző   | Versenyszám | Idő     | Helyezés |
| ----------- | ----------- | ------- | -------- |
| Ri Yong-gum | 10 km       | 36:40,4 | 89.      |